# National Board of Review Award de la meilleure actrice

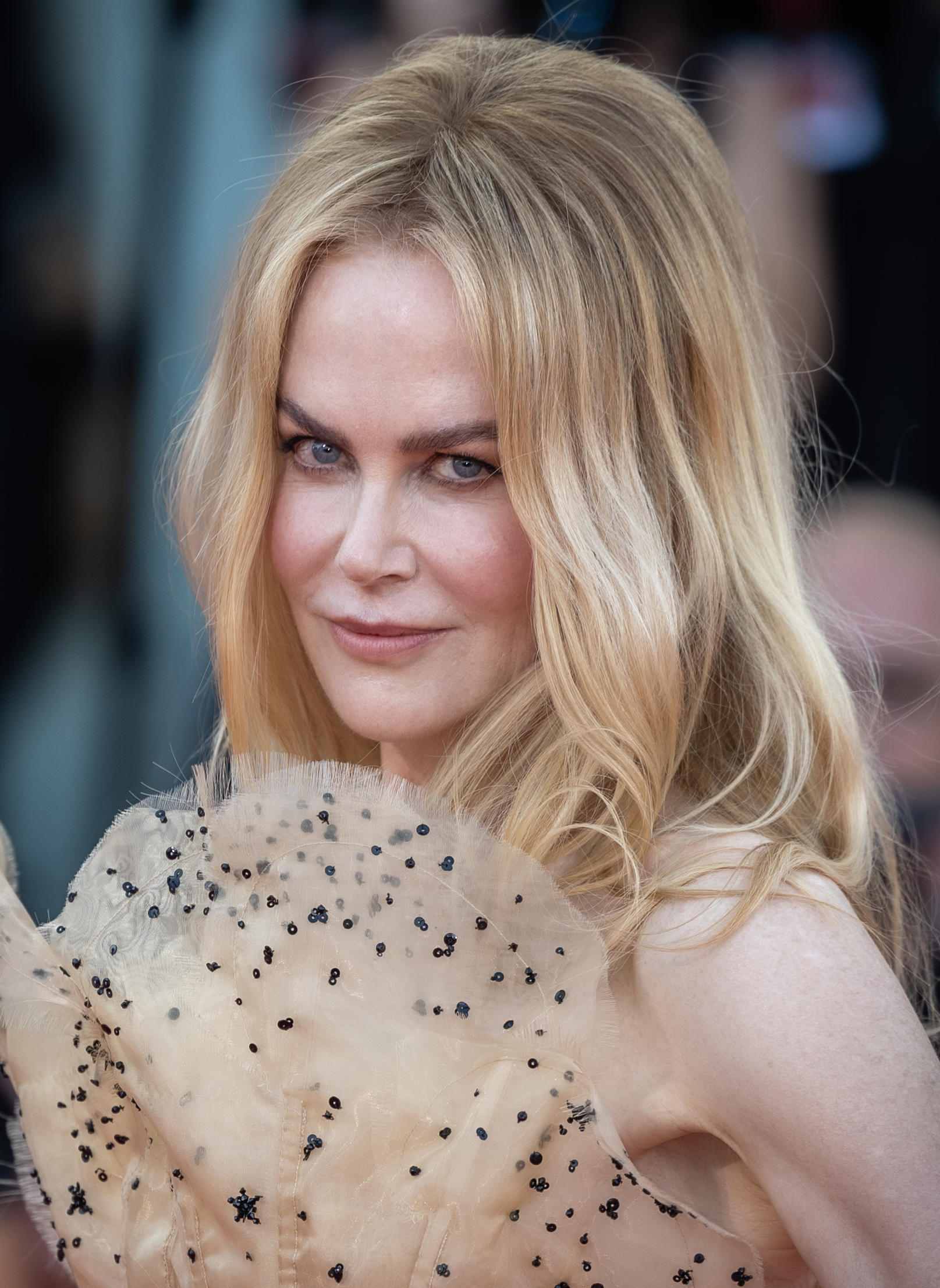
Nicole Kidman, actrice ayant remporté le prix en 2024

Le National Board of Review Award de la meilleure actrice (National Board of Review Award for Best Actress) est une récompense cinématographique américaine décernée par la National Board of Review depuis 1945.

## Palmarès

### Années 1940
- 1945 : Joan Crawford pour Le Roman de Mildred Pierce (Midred Pierce)
- 1946 : Anna Magnani pour Rome, ville ouverte (Roma città aperta)
- 1947 : Celia Johnson pour Heureux mortels (This Happy Breed)
- 1948 : Olivia de Havilland pour La Fosse aux serpents (The Snake Pit)
- 1949 : non attribué

### Années 1950
- 1950 : Gloria Swanson pour Boulevard du crépuscule (Sunset Boulevard)
- 1951 : Jan Sterling pour Le Gouffre aux chimères (Ace in the Hole)
- 1952 : Shirley Booth pour Reviens petite Sheba (Come Back, Little Sheba)
- 1953 : Jean Simmons pour  La Tunique (The Robe),  La Reine vierge (Young Bess) et The Actress
- 1954 : Grace Kelly pour  Une fille de la province (The Country Girl), Le crime était presque parfait (Dial M for Murder) et Fenêtre sur cour (Rear Window)
- 1955 : Anna Magnani pour La Rose tatouée (The Rose Tattoo)
- 1956 : Dorothy McGuire pour La Loi du Seigneur (Friendly Persuasion)
- 1957 : Joanne Woodward pour  Les Sensuels (No Down Payment) et Les Trois Visages d'Ève (The Three Faces of Eve)
- 1958 : Ingrid Bergman pour L'Auberge du sixième bonheur (The Inn of the Sixth Happiness)
- 1959 : Simone Signoret pour Les Chemins de la haute ville (Room at the Top)

### Années 1960
- 1960 : Greer Garson pour Sunrise at Campobello
- 1961 : Geraldine Page pour Eté et fumées (Summer and smoke)
- 1962 : Anne Bancroft pour Miracle en Alabama (The Miracle Worker)
- 1963 : Patricia Neal pour Le Plus Sauvage d'entre tous (Hud)
- 1964 : Kim Stanley pour Le Rideau de brume (Seance on a Wet Afternoon)
- 1965 : Julie Christie pour  Darling et Le Docteur Jivago (Doctor Zhivago)
- 1966 : Elizabeth Taylor pour Qui a peur de Virginia Woolf ? (Who's Afraid of Virginia Woolf ?)
- 1967 : Edith Evans pour Les Chuchoteurs (The Whisperers)
- 1968 : Liv Ullmann pour  L'Heure du loup (Vargtimmen) et La Honte (Skammen)
- 1969 : Geraldine Page pour Trilogy

### Années 1970
- 1970 : Glenda Jackson pour Love (Women in Love)
- 1971 : Irene Papas pour Les Troyennes (The Trojan women)
- 1972 : Cicely Tyson pour Sounder
- 1973 : Liv Ullmann pour Le Nouveau Monde (Nybyggarna)
- 1974 : Gena Rowlands pour Une femme sous influence (A Woman Under the Influence)
- 1975 : Isabelle Adjani pour L'Histoire d'Adèle H.
- 1976 : Liv Ullmann pour Face à face (Ansikte mot ansikte)
- 1977 : Anne Bancroft pour Le Tournant de la vie (The Turning Point)
- 1978 : Ingrid Bergman pour Sonate d'automne (Höstsonaten)
- 1979 : Sally Field pour Norma Rae

### Années 1980
- 1980 : Sissy Spacek pour Nashville Lady (Coal Miner's Daughter)
- 1981 : Glenda Jackson pour Stevie
- 1982 : Meryl Streep pour Le Choix de Sophie (Sophie's Choice)
- 1983 : Shirley MacLaine pour Tendres Passions (Terms of Endearment)
- 1984 : Peggy Ashcroft pour La Route des Indes (A Passage to India)
- 1985 : Whoopi Goldberg pour La Couleur pourpre (The Purple Color)
- 1986 : Kathleen Turner pour Peggy Sue s'est mariée (Peggy Sue Got Married)
- 1987 : Lillian Gish pour Les Baleines du mois d'août (The Whales of August) et Holly Hunter pour Broadcast News
- 1988 : Jodie Foster pour Les Accusés (The Accused)
- 1989 : Michelle Pfeiffer pour Susie et les Baker Boys (The Fabulous Baker Boys)

### Années 1990
- 1990 : Mia Farrow pour Alice
- 1991 : Susan Sarandon et Geena Davis pour  Thelma & Louise (Thelma and Louise)
- 1992 : Emma Thompson pour Retour à Howards End (Howards End)
- 1993 : Holly Hunter pour La Leçon de piano (The Piano)
- 1994 : Miranda Richardson pour Tom et Viv (Tom & Viv)
- 1995 : Emma Thompson pour  Raison et sentiments (Sense and Sensibility) et Carrington
- 1996 : Frances McDormand pour Fargo
- 1997 : Helena Bonham Carter pour Les Ailes de la colombe (The Wings of the Dove)
- 1998 : Fernanda Montenegro pour Central do Brasil
- 1999 : Janet McTeer pour Libres comme le vent (Tumbleweeds)

### Années 2000
- 2000 : Julia Roberts pour Erin Brockovich, seule contre tous (Erin Brockovich)
- 2001 : Halle Berry pour À l'ombre de la haine (Monster's Ball)
- 2002 : Julianne Moore pour Loin du paradis (Far from Heaven)
- 2003 : Diane Keaton pour Tout peut arriver (Something's Gotta Give)
- 2004 : Annette Bening pour  Adorable Julia (Being Julia)
- 2005 : Felicity Huffman pour Transamerica
- 2006 : Helen Mirren pour The Queen
- 2007 : Julie Christie pour Loin d'elle (Away from Her)
- 2008 : Anne Hathaway pour Rachel se marie (Rachel Getting Married)
- 2009 : Carey Mulligan pour  Une éducation (An Education)

### Années 2010
- 2010 : Lesley Manville pour Another Year
- 2011 : Tilda Swinton pour We Need to Talk about Kevin
- 2012 : Jessica Chastain pour Zero Dark Thirty
- 2013 : Emma Thompson pour Dans l'ombre de Mary (Saving Mr. Banks)
- 2014 : Julianne Moore pour Still Alice
- 2015 : Brie Larson pour Room
- 2016 : Amy Adams pour Premier contact (Arrival)
- 2017 : Meryl Streep pour Pentagon Papers (The Post)
- 2018 : Lady Gaga pour A Star Is Born
- 2019 : Renée Zellweger pour Judy

### Années 2020
- 2020 : Carey Mulligan pour Promising Young Woman
- 2021 : Rachel Zegler pour West Side Story
- 2022 : Michelle Yeoh pour	Everything Everywhere All at Once
- 2023 : Lily Gladstone pour Killers of the Flower Moon
- 2024 : Nicole Kidman pour	Babygirl

## Récompenses multiples
- 3 : Emma Thompson, Liv Ullmann
- 2 : Anne Bancroft, Ingrid Bergman, Julie Christie, Holly Hunter, Glenda Jackson, Anna Magnani, Julianne Moore, Geraldine Page, Meryl Streep, Carey Mulligan